# Agence d'État ukrainienne pour le cinéma
Derzhkino
L'Agence d'État ukrainienne pour le cinéma (en ukrainien : Державне агентство України з питань кіно ; Derzhavne ahentstvo Ukrayiny z pytanʹ kino), est l'organe exécutif central de la cinématographie en Ukraine, surnommé Derzhkino.

## Historique et rôle
Cette agence d'État a pour objectif de contrôler la diffusion des films sur le territoire ukrainien, en les autorisant sans réserve, ou bien sous condition d'âge, ou encore en les interdisant complètement. Cet organisme est créé en 2011.
Pylyp Illenko est le président de l'agence d'août 2014 jusqu'à sa démission en août 2019,,.

## Évaluations

### Échelle actuelle
L'échelle des notations émises par le Derzhkino depuis sa dernière modification en 2015 est la suivante :
- Oui : ДА (Дитяча аудиторія) : Film destiné aux enfants. Ils ne contiennent ni violence ni obscénité.
- Pour : ЗА (Загальна аудиторія) : Convient à tous.
- 12 : convient aux enfants âgés de 12 ans et plus ; les enfants de moins de 12 ans peuvent être admis, à condition d'être accompagnés d'un adulte car les parents peuvent trouver ces films inadéquats.
- 16 : Interdit aux moins de 16 ans.
- 18 : Interdit aux moins de 18 ans. De plus, les films classés « 18 » ne peuvent être projetés dans les salles qu'après 18h00 et ils ne peuvent être diffusés à la télévision qu'après 22h00.
- Refusé : Відмовлено: La classification est refusée par l'organisme. Le film est interdit, il ne peut être montré, annoncé ou distribué nulle part en Ukraine.
  - Les films peuvent être rejetés s'ils encouragent la guerre, la violence, la cruauté ou le fascisme, ou pouvant porter atteinte à l'indépendance de l'Ukraine.

### Anciennement utilisé
- 14 : Convient aux enfants âgés de 14 ans et plus ; les moins de 14 ans peuvent être admis s'ils sont accompagnés d'un adulte.
- X21 : non autorisé pour les personnes de moins de 21 ans. Utilisé pour indiquer la pornographie.

## Critique
Selon Radio Free Europe, l'organisme donne la priorité au financement de projets dits « patriotiques ». Pour accorder l'autorisation, il exige que la langue ukrainienne ou tatare de Crimée représente 90% du dialogue total d'un film, afin de contrecarrer la domination de l'industrie du cinéma russe. Un article de Radio Free Europe / Radio Liberty rapporte que « certains ont comparé les critères de Derzhkino au genre de censure qui existe dans des pays autoritaires comme la Russie ».